# Філіппов Дмитро Володимирович
Дмитро Володимирович Філіппов (29 вересня 1963, Усть-Каменогорськ, Казахська РСР, СРСР — 28 червня 2019, Магнітогорськ, Росія) — радянський хокеїст, нападник. Майстер спорту СРСР.

## Біографічні відомості
Вихованець усть-каменогорського «Торпедо». Мешкав у районі Комендантка, котрий дав радянському хокею Бориса Александрова, Сергія Варнавського, Михайла Паніна, Ігоря Беляєвського та інших. Займався у групі заслуженого тренера Казахської РСР Юрія Павловича Тархова. На зональному турнірі 15-річних у Новосибірську тріо Дмитро Філіппов — Андрій Богатирьов — Юрій Леонов стало найрезультативнішою ланкою, а казахська команда з другого місця пройшла в наступне коло. Всесоюзний фінал 1978 року проходив в Уфі. У першому матчі здобули перемогу над московським «Динамо» з рахунком 9:4 (Філіппов відзначився 5 закинутими шайбами). У наступних турах були перемоги над ЦСКА, «Трактором», «Салаватом Юлаєвим», нічия з «Крильцями» і поразка від московського «Спартака». У підсумку — срібні нагороди (набрали однакову кількість очок зі «спартаківцями»). Дмитро Філіппов став найкращим бомбардиром змагання — 11 влучних кидків. Згодом партнерів запросили до юнацької збірної Радянського Союзу для участі в міжнародному турнірі у Фінляндії.
1980 року поїхав до столиці республіки, де відродили команду майстрів «Енбек». Вихованці Усть-Каменогорська стали основою того складу, а очолював у першому сезоні — Вадим Куликов. Три сезони грав у ланці з Юрієм Леоновим і Сергієм Селедковим. Партнери чудово розуміли одне одного і показували результативну гру. На думку олімпійського призера Юрія Бауліна, це тріо було здатне грати проти будь-яких суперників. 1984 року повернувся на сезон до рідного міста, згодом були виступи за харківське «Динамо» і вищелігову «Іжсталь» (Устинов). Тривалий час захищав кольори «Автомобіліста» з Караганди і «Металурга» з Магнітогорська. 12 вересня 1992 року став автором першої шайби «Магнітки» в елітному дивізіоні, на 23-й хвиліні матчу з «Салаватом Юлаєвим» у рамках першого сезону Міжнаціональної хокейної ліги. Також грав за «Ладу» (Тольятті), італійську «Фассу», «Металург» (Новокузнецьк), об'єднаний «Носта-Південний Урал» (Новотроїцьк-Орськ) і «Нафтовик» (Альметьєвськ). Завершив виступи на хокейних майданчиках у 2000 році, всього на його рахунку щонайменше 293 голи.
Певний час працював дитячим тренером в Усть-Каменогорську. Був депортований з Казахстану (як громадянин Росії мешкав без належної регістрації). Помер 28 червня 2019 року в Магнітогорську від інсульту.
Старший на рік брат Олександр — переможець юнацького чемпіонату СРСР 1979 року. Займався у групі заслуженого тренера Казахської РСР Олега Петровича Домрачова. Виступав за команди майстрів «Торпедо» (Усть-Каменогорськ), «Латвіяс Берзс» (Рига), «Будівельник» (Теміртау), «Динамо» (Харків), «Горняк» (Рудний) і «Автомобіліст» (Караганда). У 24 роки завершив спортивну кар'єру через травму.

## Статистика
| Сезон   | Клуб                          | Ліга      | І  | Г  | П  | О  | ШХ |
| ------- | ----------------------------- | --------- | -- | -- | -- | -- | -- |
| 1980-81 | «Енбек» (Алма-Ата)            | СРСР-3    | -  | 26 | -  | -  | -  |
| 1981-82 | «Енбек» (Алма-Ата)            | СРСР-3    | 39 | 25 | 24 | 49 | 28 |
| 1982-83 | «Енбек» (Алма-Ата)            | СРСР-2    | 67 | 31 | 24 | 55 | -  |
| 1983-84 | «Енбек» (Алма-Ата)            | СРСР-2    | 60 | 25 | -  | -  | -  |
| 1984-85 | «Торпедо» (Усть-Каменогорськ) | СРСР-2    | 25 | 7  | 8  | 15 | 12 |
| 1985-86 | «Динамо» (Харків)             | СРСР-2    | 29 | 4  | 3  | 7  | 26 |
|         | «Іжсталь» (Устинов)           | перехідна | 21 | 5  | 4  | 9  | 18 |
| 1986-87 | «Автомобіліст» (Караганда)    | СРСР-2    | 47 | 11 | 14 | 25 | 52 |
| 1987-88 | «Автомобіліст» (Караганда)    | СРСР-2    | 67 | 23 | 29 | 52 | 54 |
| 1988-89 | «Автомобіліст» (Караганда)    | СРСР-2    | 72 | 34 | 36 | 70 | 62 |
| 1989-90 | «Автомобіліст» (Караганда)    | СРСР-2    | 66 | 20 | 18 | 38 | 22 |
| 1990-91 | «Лада» (Тольятті)             | СРСР-2    | 11 | 1  | 1  | 2  | 6  |
|         | «Металург» (Магнітогорськ)    | СРСР-2    | 33 | 10 | 9  | 19 | 32 |
| 1991-92 | «Металург» (Магнітогорськ)    | СРСР-2    | 48 | 22 | 20 | 42 | 36 |
| 1992-93 | «Металург» (Магнітогорськ)    | МХЛ       | 40 | 9  | 13 | 22 | 26 |
|         | «Металург» (Магнітогорськ)    | плей-оф   | 5  | 2  | 0  | 2  | 2  |
| 1993-94 | «Металург» (Магнітогорськ)    | МХЛ       | 43 | 12 | 8  | 20 | 29 |
|         | «Металург» (Магнітогорськ)    | плей-оф   | 2  | 0  | 0  | 0  | 2  |
| 1994-95 | «Металург-2» (Магнітогорськ)  | Росія-2   | 2  | 0  | 1  | 1  | 2  |
|         | «Фасса»                       | Італія    | 3  | 2  | 0  | 2  | 0  |
| 1996-97 | «Металург» (Новокузнецьк)     | Росія     | 34 | 5  | 9  | 14 | 34 |
| 1997-98 | «Носта — Південний Урал»      | Росія-2   | 12 | 2  | 1  | 3  | 14 |
| 1999-00 | «Нафтовик» (Альметьєвськ)     | Росія2    | 28 | 4  | 11 | 15 | 16 |